# Abu Dhar al-Ghifari
Abū Dharr al-Ghifari al-Kinani (arabiska: أبو ذر الغفاري الكناني), även Jundab ibn Junādah (arabiska: جُنْدَب ابْنِ جُنَادَة), var den fjärde eller femte personen som konverterade till islam och tillhörde utvandrarna från Mecka. Han tillhörde klanen Banu Ghifar från Kinanah-stammen. Inget födelsedatum är känt. Tillsammans med Ammar ibn Yasir, Miqdad och Salman al-Farsi anses Abu Dhar vara en av de mest lojala följarna till Ali ibn Abi Talib enligt shiamuslimer. Det har återberättats från den islamiske profeten Muhammed att han sa att det inte finns någon mer sanningsenlig i tal, inte heller i att fullfölja löften, som himlen har täckt och jorden burit på, än Abu Dharr, som liknar Jesus, Marias son.
Den tredje kalifen Usman ibn Affan beslutade att förvisa Abu Dharr till Damaskus efter att Abu Dharr kritiserat kalifens beteende. Efter att han anlänt dit beordrade Muawiya I sina soldater att förvisa honom till ett område i den södra delen av Libanon, nu kallad Jabal 'Amil. Väl där började Abu Dharr undervisa människor om den islamiske profetens traditioner och beteende. Han fördömde härskarnas korruption, deras förtryck mot människor och deras lyx. När kalifen fick veta detta beordrade han att Abu Dharr skulle föras tillbaka till Medina och behandlas illa. Men då han lyckades attrahera muslimerna i Medina utvisade kalifen honom till al-Rabathah för att de skulle bli hindrade från att se honom.
Han gick bort år 652 e.Kr. i al-Rabadha, i öknen öster om Medina. 